# Sven Holm
 For alternative betydninger, se Sven Holm (flertydig). (Se også artikler, som begynder med Sven Holm)
Sven Holm (født 13. april 1940, død 11. maj 2019) var en dansk forfatter. Holm var student fra Herlufsholm, 1958. Han debuterede i 1961 med novellesamlingen Den store fjende. Siden 2001 var Sven Holm medlem af Det Danske Akademi.

## Værker af Sven Holm (udvalg)
- Syg og munter
- Den anden side af Krista X
- Hr. Henrys begravelse og andre fortællinger
- Nedstyrtningen (Noveller) 1963